# NGC 7182
NGC 7182 is een spiraalvormig sterrenstelsel in het sterrenbeeld Waterman. Het hemelobject werd op 31 juli 1864 ontdekt door de Duitse astronoom Albert Marth.

## Synoniemen
- MCG 0-56-6
- ZWG 377.15
- NPM1G -02.0477
- PGC 67864